# Urban Staaff
Carl-Göran Urban Staaff, född 25 januari 1946 i Solna församling i Stockholms län, är en svensk militär.

## Biografi
Staaff avlade officersexamen vid Krigsskolan 1968 och utnämndes samma år till officer vid Svea trängregemente, där han befordrades till kapten 1972. Han befordrades till major 1979 och var chef för beredskapsplaneringen i Östergötlands läns landsting 1982–1983 (under vilken tid han var tjänstledig från försvarsmakten). Han inträdde i Generalstabskåren 1983 och var detaljchef i Kvartermästaravdelningen i Operationssektion 4 i Operationsledningen i Försvarsstaben 1983–1986. År 1986 befordrades han till överstelöjtnant, varpå han var lärare vid Militärhögskolan 1986–1987, ställföreträdande bataljonschef i FN:s fredsbevarande styrkor i Cypern 1986 och ställföreträdande operationsledare vid staben i Östra militärområdet 1987–1989. Han utnämndes till överstelöjtnant med särskild tjänsteställning 1989, var bataljonschef vid Norrlands trängregemente 1989–1991 och var lärare vid Försvarshögskolan från 1991. År 1993 befordrades Staaff till överste, varefter han var chef för Norrlands trängregemente (från 1994 Norrlands trängkår) 1994–1996, chef för Fördelnings- och militärområdesförbandssektionen i Programavdelningen i Arméledningen i Högkvarteret 1996–1997, chef för Krigsskolan 1997–1998[källa behövs] och stabschef vid Försvarshögskolan 1999–2000.